# اتفاقات الهدنة 1949

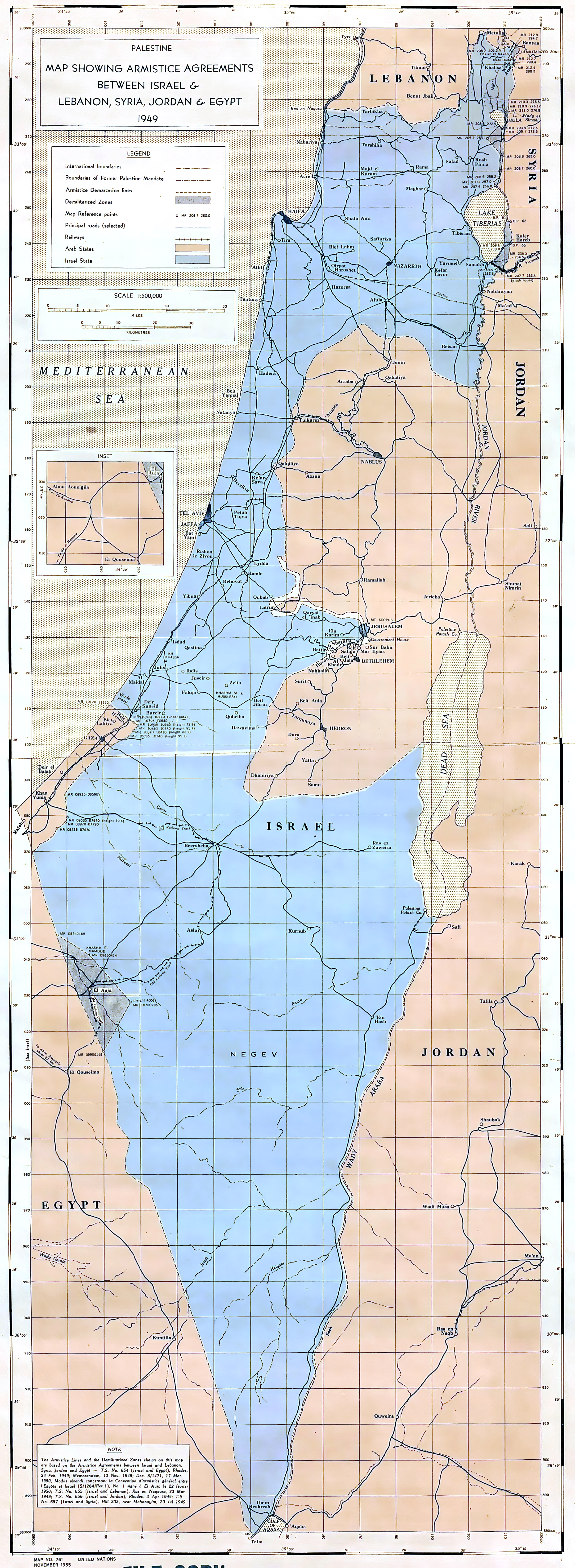
خريطة الأمم المتحدة لعام 1955 التي تبين اتفاقيات الهدنة ، مع نقاط مرجعية خرائطية في شبكة فلسطين المشار إليها في الاتفاقيات المعنية.

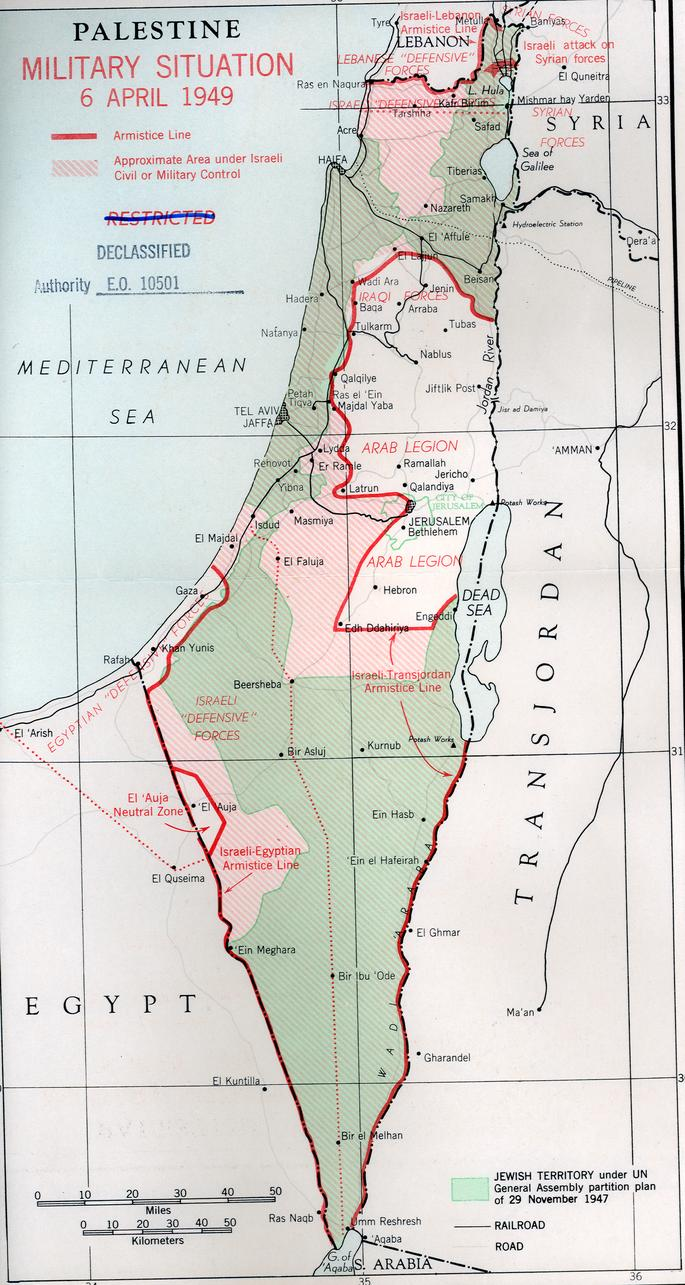
الوضع العسكري في فلسطين، 6 أبريل 1949. أوراق ترومان

اتفاقات الهدنة 1949 هي مجموعة من اتفاقات الهدنة الموقعة خلال عام 1949 بين إسرائيل والدول المجاورة لها، مصر، ولبنان، والأردن، وسورية، لوضع حد رسميًّا للأعمال العدائية الرسمية للحرب العربية - الإسرائيلية 1948، وتحديد خطوط الهدنة بين القوات الإسرائيلية والقوات الأردنية-العراقية، المعروفة أيضا باسم الخط الأخضر.
وأنشأت الأمم المتحدة وكالات للإشراف وتقديم التقارير لرصد خطوط الهدنة المقررة. وبالإضافة إلى ذلك، أدت المناقشات المتعلقة بإنفاذ الهدنة إلى التوقيع على الإعلان الثلاثي المنفصل لعام 1950 بين الولايات المتحدة وبريطانيا وفرنسا. وتعهدوا فيه باتخاذ إجراء داخل الأمم المتحدة وخارجها لمنع انتهاكات الحدود أو خطوط الهدنة. كما أوضح التزامها بالسلام والاستقرار في المنطقة، ومعارضتها لاستخدام القوة أو التهديد باستعمالها، وكررت الإعراب عن معارضتها لتطوير سباق التسلح. واستمرت هذه الخطوط حتى حرب 1967 التي دامت ستة أيام.

## الاتفاقات
أشرفت الأمم المتحدة على توقيع الاتفاقات التي حدثت مع كل دولة من دول المواجهة على حدة مع إسرائيل؛ مما أسفر عن نزوح إضافي للسكان وضياع مليون دونم في منطقة المثلث قضاء طولكرم والنقب.

### مع مصر
في 6 يناير 1949، أعلن الدبلوماسي والسياسي الأمريكي رالف بنش أن مصر قد وافقت في نهاية المطاف على بدء محادثات مع إسرائيل بشأن الهدنة. وبدأت المحادثات في جزيرة رودس اليونانية في 12 يناير. وبعد بدايتها بفترة وجيزة، وافقت إسرائيل على الإفراج عن لواء مصري محاصر في الفالوجة، لكنها سرعان ما ألغت اتفاقها. وفي نهاية الشهر، تعثرت المحادثات. وطالبت إسرائيل بأن تسحب مصر جميع قواتها من منطقة فلسطين الانتدابية السابقة. وأصرت مصر على انسحاب القوات العربية إلى المواقع التي كانت تحتلها في 14 أكتوبر 1948، وفقا لقرار مجلس الأمن S/1070 المؤرخ 4 نوفمبر 1948، وأن تنسحب القوات الإسرائيلية إلى مواقع شمال طريق المجدل - الخليل.
وصلت الأزمة إلى ذروتها في 12 فبراير 1949 مع اغتيال حسن البنا، زعيم جماعة الإخوان المسلمين. وقد هددت إسرائيل بالتخلي عن هذه المحادثات، فناشدت الولايات المتحدة الطرفين باختتام هذه المحادثات بنجاح.
وفي 24 فبراير، وقع اتفاق الهدنة بين إسرائيل ومصر في رودس. وكانت النقاط الرئيسية في اتفاق الهدنة كما يلي:
- لا يمكن تفسير خط الهدنة على أنه حدود سياسية أو إقليمية، وقد وُضع دون المساس بحقوق ومطالب ومواقف أي من الطرفين في الهدنة فيما يتعلق بـ «التسوية النهائية للقضية الفلسطينية».
- رسم خط الهدنة في معظمه على طول الحدود الدولية لعام 1922 بين مصر وفلسطين الانتدابية، باستثناء البحر الأبيض المتوسط، حيث ظلت مصر تسيطر على قطاع من الأراضي على طول الساحل، الذي أصبح يعرف باسم قطاع غزة.
- سُمح للقوات المصرية المحاصرة في جيب الفالوجة بالعودة إلى مصر بأسلحتها، وتم تسليم هذه المنطقة إلى السيطرة العسكرية الإسرائيلية.[7]
- كان من المقرر تجريد منطقة على جانبي الحدود المحيطة بعوجة الحفير من السلاح، وأصبحت مقر لجنة الهدنة الثنائية.

### مع لبنان
تم التوقيع على اتفاق الهدنة مع لبنان في 23 مارس 1949. كانت النقاط الرئيسية هي:
- أحكام هذا الاتفاق التي تفرضها الاعتبارات العسكرية على وجه الحصر.
- خط الهدنة («الخط الأخضر»، انظر أيضاً الخط الأزرق (لبنان)) تم رسمه على طول الحدود الدولية بين لبنان وفلسطين الانتدابية.[8]
- سحبت إسرائيل قواتها من 13 قرية في الأراضي اللبنانية، التي احتلت أثناء الحرب.

### مع الأردن
تم التوقيع على اتفاق الهدنة مع الأردن في 3 أبريل 1949. والنقاط الرئيسية هي:
- لا يخل أي حكم من أحكام هذا الاتفاق بأي شكل من الأشكال بحقوق أي من الطرفين ومطالبهما ومواقفهما في التسوية السلمية النهائية للقضية الفلسطينية، وهي أحكام هذا الاتفاق التي تفرضها الاعتبارات العسكرية دون غيرها.
- بقيت القوات الأردنية في معظم مواقعها، لا سيما القدس الشرقية التي شملت المدينة القديمة.
- سحب الأردن قواته من مراكزه الأمامية التي تشرف على سهل شارون. وفي المقابل، وافقت إسرائيل على السماح للقوات الأردنية بالاستيلاء على مواقع كانت تسيطر عليها من قبل القوات العراقية.
- تبادل السيطرة على الأراضي: حصلت إسرائيل على السيطرة في المنطقة المعروفة باسم وادي عارة والمثلث الصغير مقابل الأراضي الواقعة في التلال الجنوبية من الخليل.

## وصلات خارجية
- E.H. Hutchison, Violent Truce